# Sint-Laurentiuskerk (Zelzate)

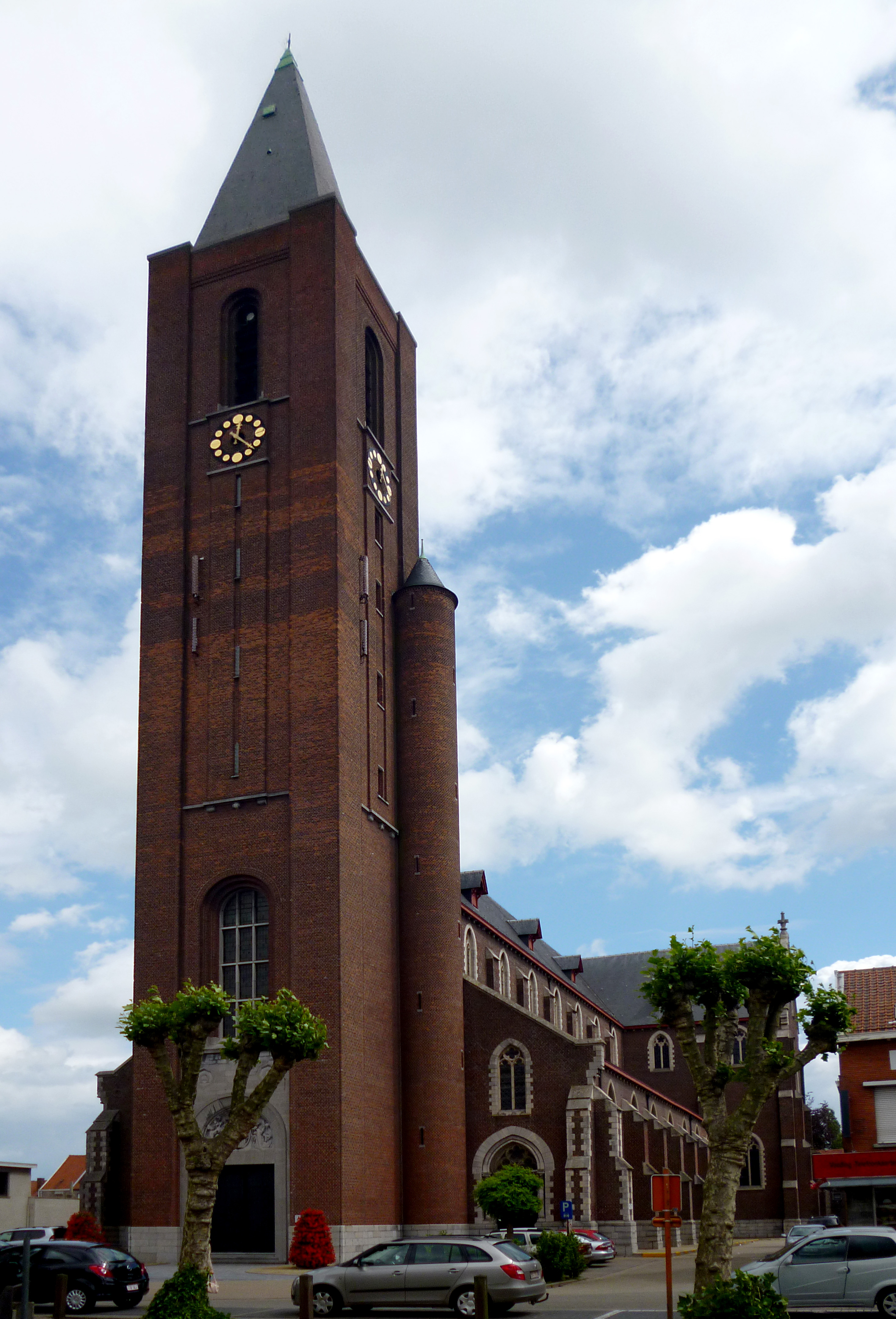
Sint-Laurentiuskerk

De Sint-Laurentiuskerk is een rooms-katholiek kerkgebouw in de Oost-Vlaamse plaats Zelzate, gelegen aan de Grote Markt.

## Geschiedenis
Er bestond in Zelzate, oorspronkelijk een wijk van Assenede, vanaf 1377 een aan Sint-Laurentius gewijde kapel. Vanaf 1531 mochten in deze kapel missen worden opgedragen. Pas in 1570 werd Zelzate een zelfstandige parochie, die zich van die van Assenede afsplitste.
De kapel werd in hetzelfde jaar herbouwd als parochiekerk en werd later uitgebreid met drie nieuwe altaren, om in 1613 opnieuw te worden ingewijd. Oorlogshandelingen maakten dat de kerk in 1672 onbruikbaar was en de missen in de verdedigingswerken werden opgedragen. Ook in 1679 gebeurde dit. In 1686 werd een sacristie aangebouwd. Vanaf 1754 werd de kerk uitgebreid met een transept. In 1777 werd de vernieuwde kerk opnieuw ingewijd. In 1829 werd de kerk opnieuw uitgebreid, onder meer met een doopkapel. De kerk was en bleef echter te klein en verkeerde in een slechte staat.
In 1875 werden plannen voor een nieuwe kerk, naar Edmond de Perre-Montigny, ontvouwd en deze kerk zou komen aan de Oosttragel, de oever van het toenmalige Kanaal Gent-Terneuzen. In 1879 werd de kerk ingewijd. Deze werd in neogotische stijl gebouwd.
De kerk liep schade op tijdens de Eerste Wereldoorlog, begin november 1918. In 1920 werd de schade hersteld.
Op 20 mei 1940 werd de toren opgeblazen door het Belgische leger. Hierbij liepen de gewelven en het interieur aanzienlijke schade op. In 1950-1952 werd de schade hersteld. De kerk werd in oorspronkelijke stijl herbouwd maar er kwam een nieuwe, vlakopgaande toren met een hoogte van 65 meter.

## Gebouw
Het betreft een bakstenen kruisbasiliek met voorgebouwde toren en vijfzijdig afgesloten hoofdkoor en zijkoren.

## Interieur
Het kerkmeubilair stamt hoofdzakelijk uit de laatste decennia van de 19e eeuw. Het doopvont is nog uit de oude kerk afkomstig. Het orgel is van 1953 en werd vervaardigd door de firma Loncke.